# Tomasz Kiendyś
Tomasz Kiendyś (Krosno Odrzańskie, 23 juni 1977) is een Pools voormalig wielrenner die onder andere actief was voor CCC Sprandi Polkowice.

## Overwinningen
2004
Szlakiem walk mjr. Hubala
2e etappe Ronde van Bulgarije (ploegentijdrit)
2006
2e etappe Ronde van Rhône-Alpes Isère
3e etappe deel A Kalisz-Konin
2e etappe Szlakiem Grodòw Piastowskich
Eindklassement Szlakiem Grodòw Piastowskich
5e etappe Koers van de Olympische Solidariteit
Eindklassement Ronde van Mazovië
2007
1e etappe Kalisz-Konin
1e en 2e etappe Szlakiem Grodòw Piastowskich
Eindklassement Szlakiem Grodòw Piastowskich
Proloog Flèche du Sud
2008
4e etappe Szlakiem Grodòw Piastowskich
6e etappe Ronde van Mazovië
Memoriał Andrzeja Trochanowskiego
2009
7e etappe Ronde van Taiwan
5e etappe Ronde van Marokko
Puchar Ministra Obrony Narodowej
2010
1e etappe Szlakiem Walk Majora Hubala
Eindklassement Szlakiem Walk Majora Hubala
2011
Puchar Ministra Obrony Narodowej
2012
1e etappe Bałtyk-Karkonosze Tour
2014
1e etappe Ronde van Mazovië (ploegentijdrit)
2015
1e etappe deel B Internationale Wielerweek (ploegentijdrit)
2016
3e etappe Ronde van Mazovië

## Resultaten in voornaamste wedstrijden
| Jaar | Milaan-San Remo | Gent-Wevelgem | Ronde van Vlaanderen |  | WK op de weg |
| ---- | --------------- | ------------- | -------------------- |  | ------------ |
| 2006 |                 |               |                      |  | opgave       |
| 2015 | 153e            |               |                      |  |              |
| 2016 |                 | 59e           | 105e                 |  |              |

## Ploegen
- 2001 –  Mikomax-Browar Staropolski
- 2002 –  Mikomax-Browar Staropolski
- 2003 –  Mikomax-Browar Staropolski
- 2004 –  Knauf-Mikomax
- 2005 –  Knauf Team
- 2006 –  Knauf Team
- 2007 –  CCC Polsat Polkowice
- 2008 –  CCC Polsat Polkowice
- 2009 –  CCC Polsat Polkowice
- 2010 –  CCC Polsat Polkowice
- 2011 –  CCC Polsat Polkowice
- 2012 –  CCC Polsat Polkowice[1]
- 2013 –  CCC Polsat Polkowice
- 2014 –  CCC Polsat Polkowice
- 2015 –  CCC Sprandi Polkowice
- 2016 –  CCC Sprandi Polkowice

Banaszek · Brożyna · Černý · Großschartner · Hirt · Honkisz · Kaczmarek · Kiendyś · Kurek · Latoń · Małecki · Marycz · Matysiak · Michajlov · Mrożek · Owsian · Paluta · de la Parte · Paterski · Pluciński · Ponzi · Rebellin · Samojlaw · Stępniak · Stosz · Szmyd · Taciak